# Seymour Johanna angol királyné
Seymour Johanna (ejtsd: [ˈsimɔr], kb. /szimor/), angolul Jane Seymour (Wulfhall, Savernake Forest, Wiltshire, 1508. október 10. – Hampton Court Palace, 1537. október 24.) angol királyné, VIII. Henrik harmadik felesége a hat közül. Nem volt olyan művelt, mint elődei, Aragóniai Katalin és Boleyn Anna, azonban velük ellentétben alázatos és halk szavú felesége volt Henriknek.
Régi nemesi családból származott, VIII. Henrik előző feleségeinek, Aragóniai Katalinnak és Boleyn Annának az udvarhölgye volt. Apja Sir John Seymour, anyja pedig Margery Wentworth volt. Johannának kilenc testvére volt, nyolc édestestvére (Margery, John, Edward, Thomas, Elizabeth, Henry, Dorothy és Anthony), valamint apja részéről egy házasságon kívül született fiútestvére (János) is.
1536. május 30-án feleségül ment VIII. Henrik angol királyhoz, miután az 11 nappal korábban lefejeztette előző feleségét, Boleyn Annát. Szerény, halk szavú személyiség volt, tökéletes ellentéte a szeszélyes Boleyn Annának, aki az angol nép szemében soha nem volt törvényes hitvese a királynak, csupán az ágyasa. Johanna igyekezett kibékíteni férjét annak két, fattyúnak nyilvánított leányával,  az akkor 20 esztendős Máriával és a mindössze 3 éves Erzsébettel.
1537. október 12-én megszületett első és egyetlen közös gyermekük, a későbbi VI. Eduárd, de 12 nappal a szülés után 1537. október 24-én Jane királyné meghalt gyermekágyi lázban. (A sors furcsa fintora, hogy Henrik király édesanyja, Yorki Erzsébet ugyancsak gyermekágyi lázban hunyt el annak idején.) Henrik őszintén meggyászolta Jane-t, s végrendeletében meghagyta, hogy szeretett felesége mellé temessék majd el, a windsori Szent György-kápolnában.
A király sok évig várt egy fiúörökösre. Eduárd születését hatalmas és pompázatos ünnepségek követték, ám Henrik egyetlen reménysége, hogy a Tudor-ház férfiágon fennmaradjon, semmivé vált, mivel Eduárd herceg mindössze 16 évet élt, s utódok nélkül halt meg.
Apjuk végakarata szerint őt követte a trónutódlási sorban féltestvére, Mária, aki csupán öt évig lehetett Anglia királynője, mivel ő is korán elhunyt. Mivel Máriának sem születtek gyermekei, így őt húga, Erzsébet követte a trónon, aki viszont 45 évig uralkodott a szigetországban, ám nővéréhez és öccséhez hasonlóan, ő sem hagyott hátra utódokat, így vele végleg kihalt a Tudor-ház.
Johannát a királynéi méltóságban Klevei Anna németalföldi származású protestáns hercegnő követte, aki mindössze fél évig volt Henrik felesége, mivel a király nem találta elég vonzónak újdonsült nejét, így elvált tőle.

## További irodalom
- Fraser, Antonia: VIII. Henrik hat felesége, Budapest, Európa Könyvkiadó, 1997 (eredeti kiadás: F., A.: The Six Wives of Henry VIII, London, Mandarin, 1993)
- Panzer, Marita A.: Nők az angol trónon - Anglia királynői és királynéi, Budapest, GABO, 2007 (eredeti kiadás: P., M. A.: Englands Königinnen. Von den Tudors zu den Windsors, Regensburg, Verlag Friedrich Pustet, 2001)

| Előző Boleyn Anna | Anglia királynéja 1536 – 1537 | Következő Klevei Anna |